# Still Star-Crossed
Still Star-Crossed é uma série de televisão de drama de época americana criada por Heather Mitchell e baseado no livro de mesmo nome de Melinda Taub. A série é produzida por ShondaLand e ABC Studios, e transmitida em ABC durante o Temporada de televisão de 2016-17. A série estreou em 29 de Maio de 2017. A ABC cancelou o show após uma temporada em Junho de 2017.

## Enredo
Após a morte de Romeu e Julieta,  Rosaline Capulet está desposada contra a sua vontade de Benvolio Montague. À medida que os dois tentam impedir o casamento e a destruição de suas famílias em guerra, uma sociedade secreta conhecida como "Os Demônios" tenta depor o príncipe Escalus sitiado, incitando a guerra entre as duas famílias.

## Elenco e Personagens

### Principal
- Lashana Lynch como Rosaline Capulet, a prima de Julieta e a sobrinha de Lord Capulet que se tornou a herdeira da Casa Capulet após a morte de Julieta.
- Wade Briggs como Benvolio Montague, o primeiro primo de Romeu e o sobrinho de Lord Montague que se torna o herdeiro da Casa Montague após a morte de Romeu.
- Ebonée Noel como Livia Capulet, a irmã de Rosaline e a sobrinha de Lord Capulet que procura se casar com uma família rica, sem saber que sua tia planeja usá-la para legitimar o governo de Paris sobre Verona.
- Torrance Coombs como Conde de Paris, o herdeiro de Mantua e o líder de "Os Demônios". Depois de ter sido ferido por Romeu e levado por Lady Capulet, ele planeja anexar Verona a Mântua tomando uma noiva Capulet.
- Medalion Rahimi como Princesa Isabella, irmã e confidente de Escalus e a princesa de Verona, cuja principal preocupação é resolver os problemas domésticos de Verona.
- Sterling Sulieman como Príncipe Escalus, o Príncipe de Verona, que luta para manter o controle sobre sua cidade sitiada e projetar uma imagem de força e unidade para o mundo.
- Zuleikha Robinson as Lady Giuliana Capulet, a esposa de Silvestro e a mãe de Julieta que alinha a Casa Capulet aos Demônios em troca de sua ajuda para orquestrar a destruição da Casa Montague.
- Anthony Stewart Head como Lorde Silvestro Capulet,  o patriarca da Casa Capulet e o pai de Julieta que deseja o dote do casamento de Lorde Montague para evitar que a família caia em falência.
- Grant Bowler como Lorde Damiano Montague, o patriarca da Casa Montague e o pai de Romeu que procura aumentar o prestígio de sua família por qualquer meio necessário, mesmo que isso signifique minar a Casa Capulet.
- Dan Hildebrand as Friar Lawrence, um frade franciscano que casou Romeu e Julieta com ordens de Lorde Montague.
- Susan Wooldridge como A Enfermeira, ex-enfermeira de Julieta e serva leal da Casa Capulet.

### Recorrente
- Lucien Laviscount como Romeo Montague, o único filho de Lorde Montague. Ele se casou secretamente com Julieta, mas cometeu suicídio depois que Julieta fingiu sua morte. Seu corpo é profanado pelo Demônio na tentativa de incitar os Montagues à guerra, que o Príncipe Escalus cobre.
- Clara Rugaard como Julieta Capulet, a única filha de Lorde e Lady Capulet. Ela se casa com Romeu em segredo e eventualmente se suicida quando Romeu se mata. Seu fantasma continua a perseguir seus pais.
- Gregg Chillin como Mercutio, Amigo de Romeu e Benvolio e um parente do Príncipe, morto por Tybalt.
- Shazad Latif como Tybalt Capulet, matou Mercutio e foi morto por Romeu, que por sua vez foi condenado à morte, o que causou Julieta para fingir sua própria morte.
- Llew Davies como Truccio, um camponês ostensivamente ao serviço da Casa Montague, que acaba por ser um agente da conspiração.

## Episódios

### 1ª Temporada (2017)
| No. na série | Título                                           | Dirigido por   | Escrito por                             | Exibição            | Audiência (milhões) |
| ------------ | ------------------------------------------------ | -------------- | --------------------------------------- | ------------------- | ------------------- |
| 1            | "In Fair Verona, Where We Lay Our Scene"         | Michael Offer  | Heather Mitchell                        | 29 de Maio de 2017  | 2.29 / 0.5 demo     |
| 2            | "The Course of True Love Never Did Run Smooth"   | Jon Jones      | Raamla Mohamed                          | 5 de Junho de 2017  | 1.97 / 0.5 demo     |
| 3            | "All the World's a Stage"                        | Jonathan Jones | Rebecca Kirsch                          | 29 de Junho de 2017 | 1.61 / 0.3 demo     |
| 4            | "Pluck Out the Heart of My Mystery"              | Ericson Core   | Linda Gase                              | 8 de Julho de 2017  | 0.92 / 0.2 demo     |
| 5            | "Nature Hath Framed Strange Fellows in Her Time" | Ericson Core   | Brian Stampnitsky & Christina M. Walker | 15 de Julho de 2017 | 0.93 / 0.2 demo     |
| 6            | "Hell is Empty and All the Devils Are Here"      | Tom Verica     | Curtis Kheel                            | 22 de Julho de 2017 | 0.88 / 0.2 demo     |
| 7            | "Something Wicked This Way Comes"                | Clark Johnson  | Heather Mitchell                        | 29 de Julho de 2017 | 0.88 / 0.2 demo     |